# Хрустно
Хрустно (пол. Chróstno, нім. Saliswalde) — село в Польщі, у гміні Ґлубчиці Ґлубчицького повіту Опольського воєводства.
Населення — 108 осіб (2011).

## Демографія
Демографічна структура станом на 31 березня 2011 року:
|          | Загалом | Допрацездатний вік | Працездатний вік | Постпрацездатний вік |
| -------- | ------- | ------------------ | ---------------- | -------------------- |
| Чоловіки | 55      | 13                 | 37               | 5                    |
| Жінки    | 53      | 9                  | 34               | 10                   |
| Разом    | 108     | 22                 | 71               | 15                   |